# Royal Rumble 2000
Royal Rumble 2000 è stata la tredicesima edizione dell'omonimo pay-per-view prodotto dalla World Wrestling Federation. L'evento si è svolto il 23 gennaio 2000 al Madison Square Garden di New York. La tagline era The Road to WrestleMania Begins.
Il match principale, fu il Royal Rumble match, vinto da The Rock dopo aver eliminato per ultimo Big Show. L'undercard incluse lo street fight match per il WWF Championship tra il campione Triple H e lo sfidante Cactus Jack, il triple threat match per il WWE Intercontinental Championship tra Chris Jericho, Chyna e Hardcore Holly, e il match valevole per il WWF Tag Team Championship tra i New Age Outlaws e gli Acolytes.

## Storyline
La faida principale dell'evento, fu quella per il WWF Championship tra il campione Triple H e lo sfidante Cactus Jack. La McMahon-Helmsley Faction si formò nella seconda metà del 1999, la quale ebbe il controllo della WWF con a capo Triple H e Stephanie McMahon-Helmsley. Mick Foley si ribellò a ciò e la fazione lo attaccò molte volte per poi licenziarlo. Nella puntata di Raw is War del 3 gennaio, Triple H vinse il WWF Championship e prese in giro Foley con un impostore. Nella puntata di Raw is War del 10 gennaio, The Rock portò tutti i wrestler nel ring e chiese di reintegrare Foley o l'intero roster avrebbe abbandonato l'arena. Foley fu reintegrato e chiese uno Street Fight match per il WWF Championship alla Royal Rumble. Foley e Triple H si affrontarono in un four-on-four tag team match nella stessa sera. Triple H schienò Foley dopo aver usato la campana ed eseguito due Pedigree. Dopo il match, Foley si tolse la maschera e attaccò Triple H.
La costruzione del Royal Rumble match iniziò il 10 gennaio quando The Rock annunciò la sua partecipazione al match e la settimana successiva garantì la sua vittoria. Anche Big Show dichiarò di avere intenzione di vincere il match. Più tardi quella sera, The Rock e Big Show affrontarono i New Age Outlaws. Verso la fine del match, Big Show attaccò The Rock, che a sua volta colpì Show con una sedia di acciaio e il People's Elbow. Nella puntata di SmackDown! del 20 gennaio, il confronto tra The Rock e Big Show venne interrotto da Tori, la quale dichiarò Kane come favorito alla vittoria, ciò portò nella stessa sera a un triple threat over the top rope lumberjack match. Nel match, Show eliminò Rock con una chokeslam e Kane eliminò Show con un back body drop per vincere.
La faida secondaria dell'evento fu quella per l'Intercontinental Championship tra i co-campioni Chris Jericho, Chyna e lo sfidante Hardcore Holly. Dopo un match titolato terminato in un doppio schienamento tra Chyna e Chris Jericho nella puntata di SmackDown! del 30 dicembre, entrambi furono dichiarati co-campioni. Nonostante le divergenze tra Jericho e Chyna, i due furono costretti a collaborare e aiutarsi per mantenere il titolo, inclusa una difesa titolata contro Hardcore Holly, che sfidò Jericho e Chyna in un triple threat match alla Royal Rumble.

## Evento
Prima della messa in onda del pay-per-view, ci fu Sunday Night Heat che incluse alcune intervista dal backstage di alcuni partecipanti del Royal Rumble match. Degli arrabbiati Kaientai e Mean Street Posse apparirono nel backstage e non poterono scegliere il numero di entrata in quanto gli venne vietato di partecipare al Royal Rumble match. Big Show fece un promo parlando della sua partecipazione al Royal Rumble match.
Il primo match a essere trasmesso in diretta, fu tra Kurt Angle e un avversario non annunciato. Prima del match, Angle parlò male degli New York Knicks e del suo avversario. Tazz fece il suo debutto come avversario di Angle. Tazz prese subìto il controllo della contesa, eseguendo un back body drop. Angle si portòin vantaggio dopo aver eseguito un vertical suplex fuori dal ring. Dopo aver eseguito un belly to belly suplex, Angle saltò sulla turnbuckle, ma Tazz mosse le corde. Angle riprese il controllo dell'incontro dopo uno small package e bridging german suplex. Tazz contrattaccò un tentativo di Olympic Slam in un german suplex. Dopo un T-Bone suplex e head and arm suplex, Tazz applicò la Tazzmission. Angle svenne e Tazz vinse il match, terminando la striscia d'imbattibilità di Angle.

## Risultati
| # | Incontri                                               | Stipulazioni                                                           | Durata |
| - | ------------------------------------------------------ | ---------------------------------------------------------------------- | ------ |
| 1 | Tazz ha sconfitto Kurt Angle per Sottomissione Tecnica | Single match                                                           | 03:15  |
| 2 | The Hardy Boyz hanno sconfitto The Dudley Boyz         | Tag team tables match                                                  | 10:18  |
| 3 | Chris Jericho ha sconfitto Chyna e Hardcore Holly      | Triple threat match per l'Undisputed WWF Intercontinental Championship | 07:31  |
| 4 | The New Age Outlaws (c) hanno sconfitto The Acolytes   | Tag team match per il WWF Tag Team Championship                        | 02:39  |
| 5 | Triple H (c) ha sconfitto Cactus Jack                  | Street fight match per il WWF Championship                             | 26:55  |
| 6 | The Rock ha vinto eliminando per ultimo Big Show       | Royal rumble match                                                     | 51:54  |

## Royal rumble match

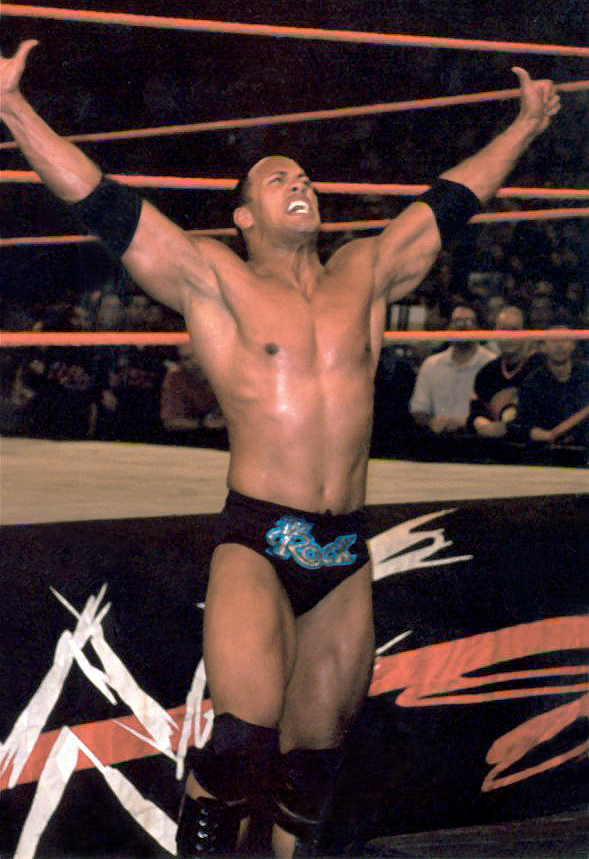
The Rock, vincitore del Royal rumble match

– Vincitore
| #   | Superstar           | Ordine | Eliminato da                                                          | Tempo | N° eliminazioni |
| --- | ------------------- | ------ | --------------------------------------------------------------------- | ----- | --------------- |
| 1°  | D'Lo Brown          | 3°     | Rikishi                                                               | 06:08 | 0               |
| 2°  | Grand Master Sexay  | 4°     | Rikishi                                                               | 07:42 | 0               |
| 3°  | Mosh                | 1°     | Rikishi                                                               | 03:37 | 0               |
| 4°  | Christian           | 2°     | Rikishi                                                               | 02:08 | 0               |
| 5°  | Rikishi             | 8°     | Big Boss Man, The British Bulldog, Bob Backlund, Edge, Gangrel e Test | 16:23 | 7               |
| 6°  | Scotty 2 Hotty      | 5°     | Rikishi                                                               | 01:02 | 0               |
| 7°  | Steve Blackman      | 6°     | Rikishi                                                               | 00:44 | 0               |
| 8°  | Viscera             | 7°     | Rikishi                                                               | 01:25 | 0               |
| 9°  | Big Boss Man        | 15°    | The Rock                                                              | 22:47 | 3               |
| 10° | Test                | 17°    | Big Show                                                              | 26:17 | 1               |
| 11° | The British Bulldog | 13°    | Road Dogg                                                             | 15:22 | 1               |
| 12° | Gangrel             | 18°    | Big Show                                                              | 23:19 | 1               |
| 13° | Edge                | 14°    | Al Snow e Val Venis                                                   | 14:48 | 1               |
| 14° | Bob Backlund        | 9°     | Chris Jericho                                                         | 02:00 | 1               |
| 15° | Chris Jericho       | 10°    | Chyna                                                                 | 03:47 | 1               |
| 16° | Crash Holly         | 16°    | The Rock                                                              | 14:54 | 0               |
| 17° | Chyna               | 11°    | Big Boss Man                                                          | 00:37 | 1               |
| 18° | Faarooq             | 12°    | Big Boss Man                                                          | 00:18 | 0               |
| 19° | Road Dogg           | 25°    | Billy Gunn                                                            | 19:02 | 2               |
| 20° | Al Snow             | 24°    | The Rock                                                              | 17:17 | 2               |
| 21° | Val Venis           | 20°    | Kane                                                                  | 11:47 | 1               |
| 22° | Prince Albert       | 21°    | Kane                                                                  | 11:23 | 0               |
| 23° | Hardcore Holly      | 22°    | Snow                                                                  | 11:48 | 0               |
| 24° | The Rock            | —      | Vincitore                                                             | 14:47 | 4               |
| 25° | Billy Gunn          | 26°    | Kane                                                                  | 09:38 | 2               |
| 26° | Big Show            | 29°    | The Rock                                                              | 11:12 | 4               |
| 27° | Bradshaw            | 19°    | Billy Gunn e Road Dogg                                                | 00:25 | 0               |
| 28° | Kane                | 27°    | X-Pac                                                                 | 06:11 | 3               |
| 29° | The Godfather       | 23°    | Big Show                                                              | 01:32 | 0               |
| 30° | X-Pac               | 28°    | Big Show                                                              | 03:32 | 1               |